# Суме, Александр
Александр Суме (фр. Alexandre Soumet; 18 февраля 1788, Кастельнодари, — 30 марта 1845, Париж) — французский поэт и драматург, член Французской академии.

## Биография
20 лет от роду написал поэму «Le fanatisme», через два года — поэму «L’incrédulité», имевшую довольно большой успех. В эпоху Реставрации, которую Суме воспел в своих стихах, он был назначен заведующим королевской библиотекой в Сен-Клу. Суме пытался примирить в своем творчестве классические симпатии с увлечением некоторыми тезисами романтической школы. Из его пьес пользовались особенным успехом «Clytemnestre», «Saul» (1822), «Cléopâtre» (1824), «Une fête de Néron» (1830); на сюжет его трагедии «Норма» Беллини написал свою известную оперу. Несколько пьес, напр. «Le chêne du roi», «Jane Gray», Суме написал в сотрудничестве с другими лицами. Ему принадлежит также обширная поэма «La divine épopée» (1840; 12 песней), навеянная Шатобрианом и в особенности «Божественной комедией» Данте, написанная местами очень красивым языком, но лишенная непосредственного вдохновения. Другая эпическая поэма Суме, «Jeanne d’Arc» (1845), в своё время имела успех, но теперь совершенно забыта. Едва ли не лучшее произведение Суме — его небольшая элегия «La pauvre fille» (1814), которой справедливо восхищались его современники и которая не утратила до сих пор своего значения благодаря красоте формы и гуманному настроению.